# Juan Carlos Paredes
Juan Carlos Paredes Reasco (Esmeraldas, 1987. július 8. –) afrikai származású ecuadori labdarúgó, az angol Watford hátvédje.